# Bolotești
Bolotești – wieś w Rumunii, w okręgu Vrancea, w gminie Bolotești. W 2011 roku liczyła 651
mieszkańców.